# Comuna Čepin, Osijek-Baranja
Čepin este o comună în cantonul Osijek-Baranja, Croația, având o populație de 11.599 de locuitori (2011).

## Demografie
Componența etnică a comunei Čepin
     Croați (93,76%)
     Sârbi (4,56%)
     Necunoscut (0,42%)
     Neclasificat (1,13%)
Componența confesională a comunei Čepin
     Catolici (91,67%)
     Ortodocși (4,97%)
     Necunoscută (0,9%)
     Alte religii (2,47%)
Conform recensământului din 2011, comuna Čepin avea 11.599 de locuitori. Din punct de vedere etnic, majoritatea locuitorilor (93,76%) erau croați, cu o minoritate de sârbi (4,56%). Apartenența etnică nu este cunoscută în cazul a 0,42% din locuitori. Din punct de vedere confesional, majoritatea locuitorilor (91,67%) erau catolici, cu o minoritate de ortodocși (4,97%). Pentru 0,9% din locuitori nu este cunoscută apartenența confesională.